# Зелник
Зелник, зельник — традиционный пирог в Болгарии и Северной Македонии. Состоит из слоев тонко раскатанного теста из пшеничной муки или теста филло, и слоев начинки. Это может быть смесь из сирене (белый сыр/брынза), сыра фета, яиц, щавеля , поджаренного мяса, лука-порея , зеленого лука и/или риса. Зимой в начинку традиционно добавляют квашеную капусту, от которой блюдо и получило свое название («капуста» на болгарском: зеле или зелка, на македонском: зелка).
Болгарский зелник можно приготовить также из различных диких и культивируемых листовых овощей, таких как листовая капуста, салат, лебеда, щавель, марь белая, мята и многие другие. Зелник иногда подают с йогуртом , и его лучше всего есть теплым.
Зелник похож на бурек, популярную в Турции, Восточной Европе и Центральной Азии выпечку, и его часто ошибочно называют буреком. В отличие от зелника, капустный бурек готовят на праздники и фестивали и подают с кефиром. Корочка и слои бурека толще, и используются другие специи. Зелник обычно готовят из лука-порея и сирене (брынзы) и он состоит из очень тонко раскатанного теста филло.

## Галерея

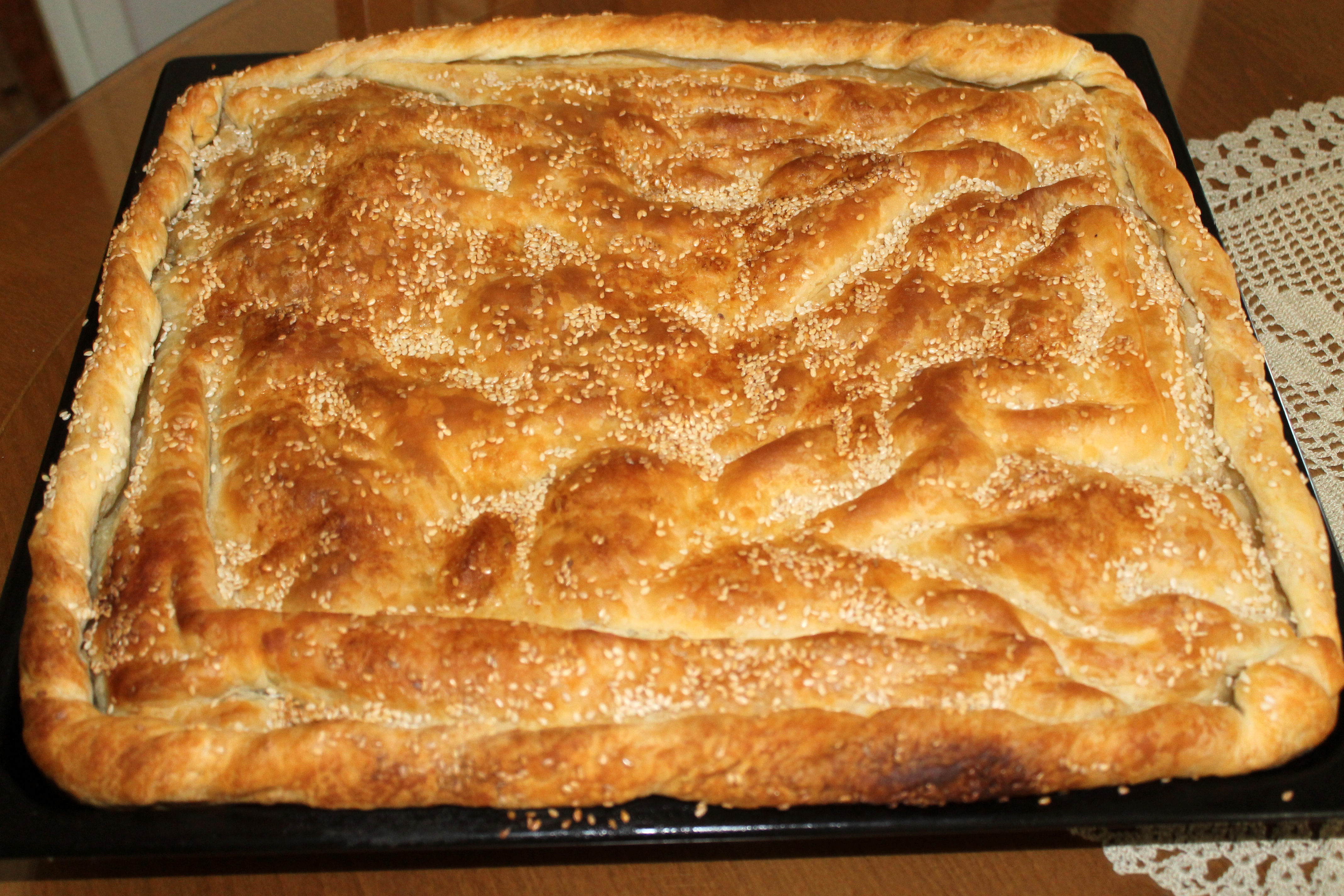
С капустой
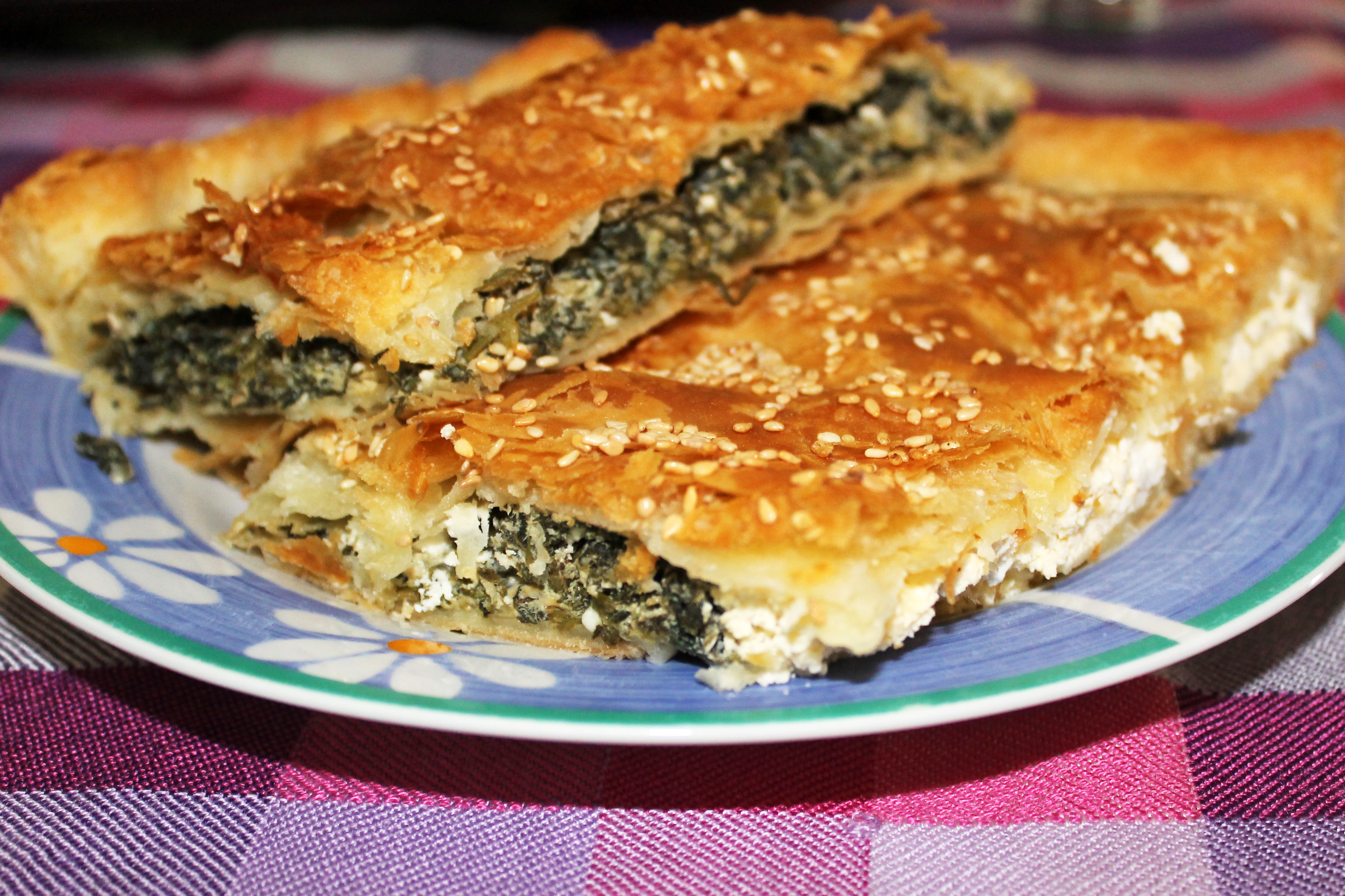
С капустой и шпинатом
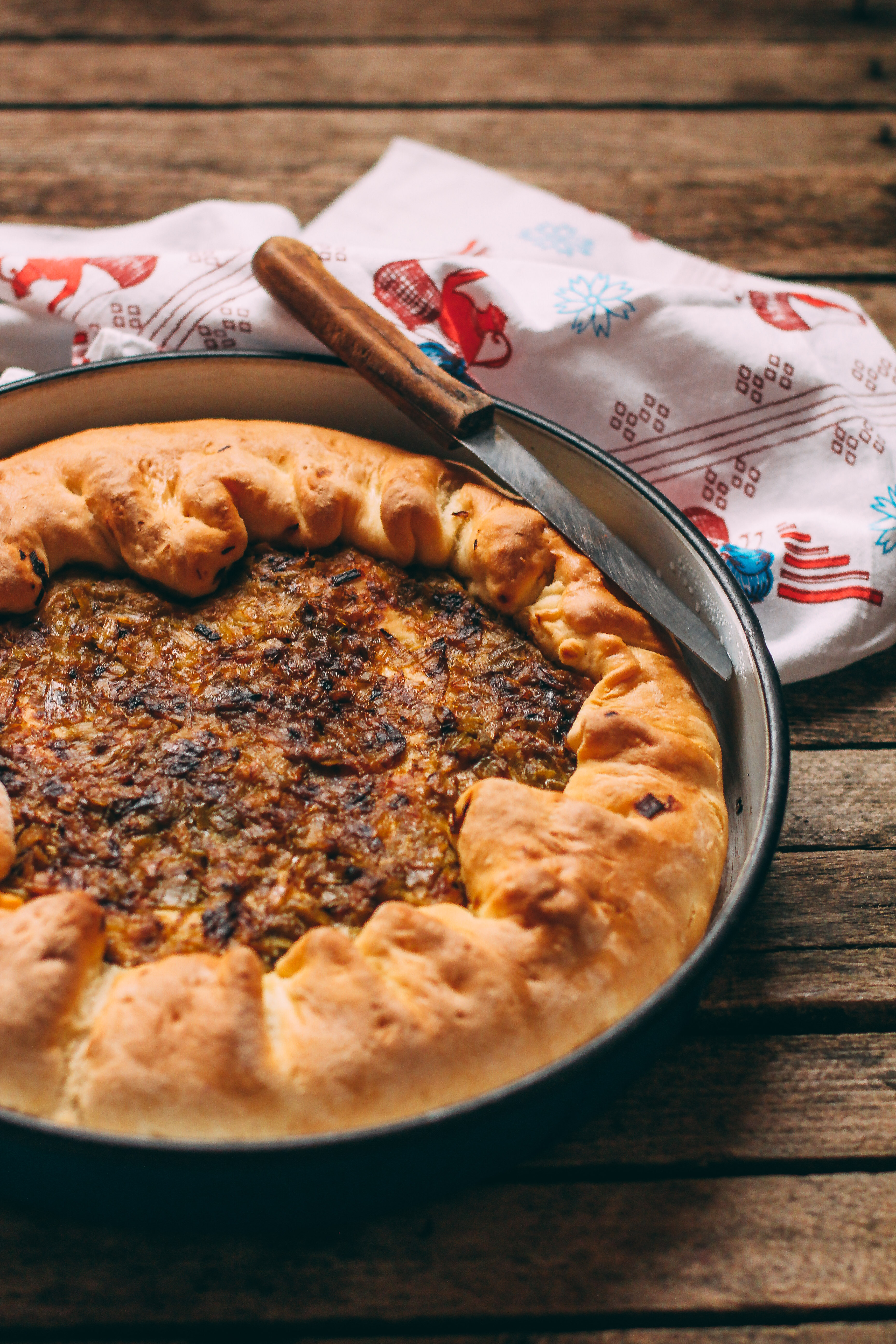
Зелник с луком-пореем
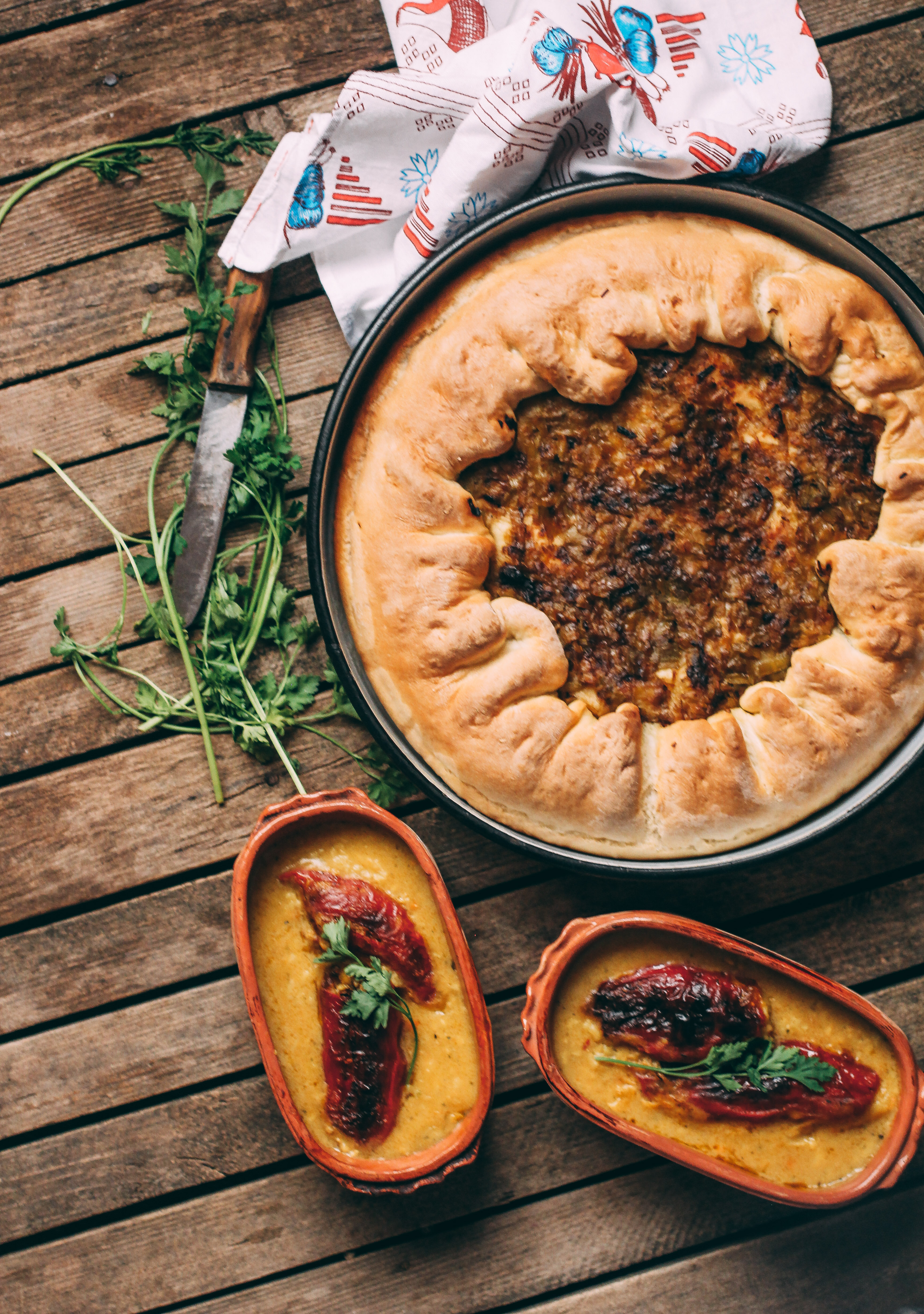
Зелник луком-пореем и фаршированным перцем
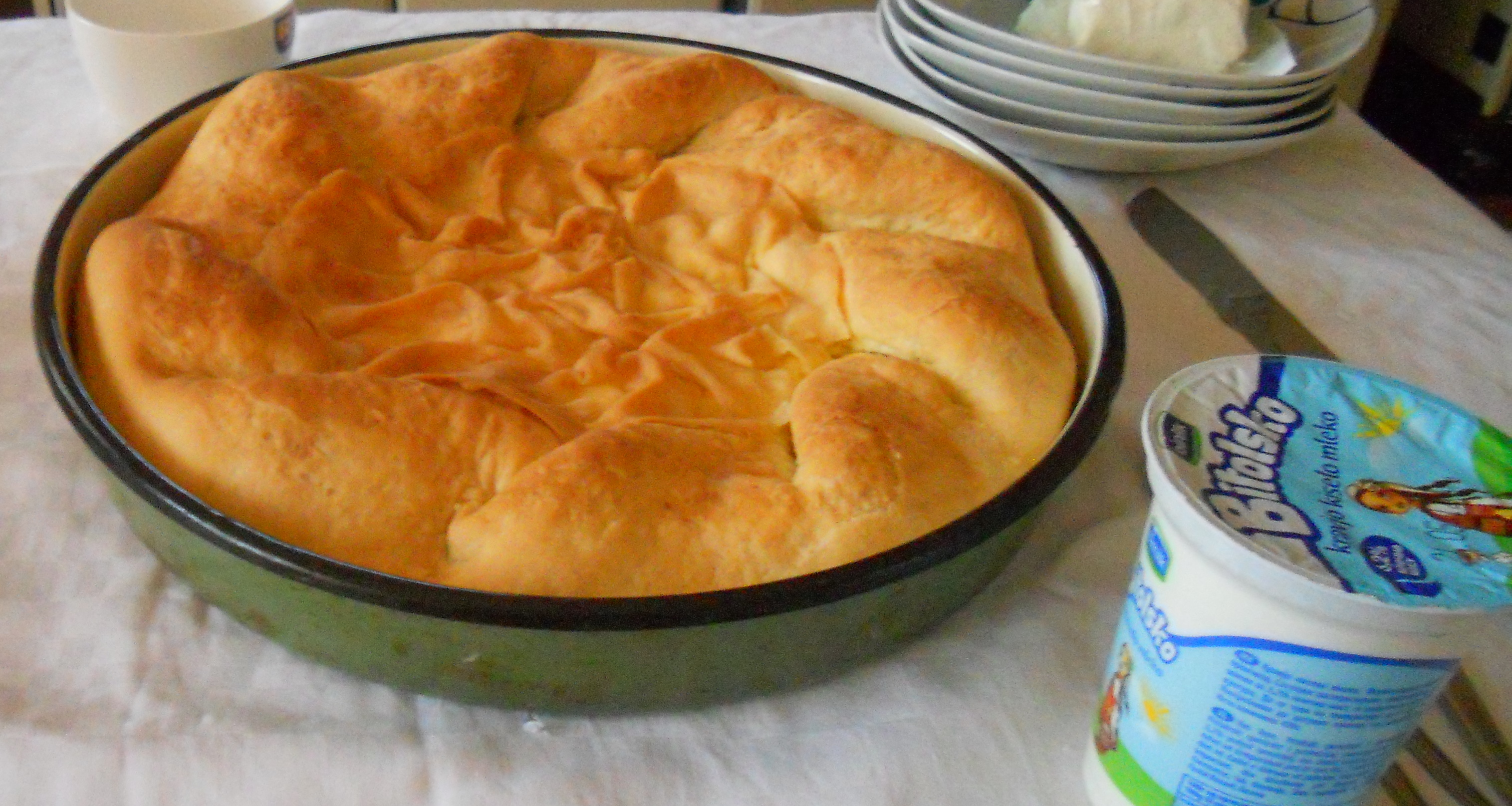
Зелник с сыром и мясом, с йогуртом
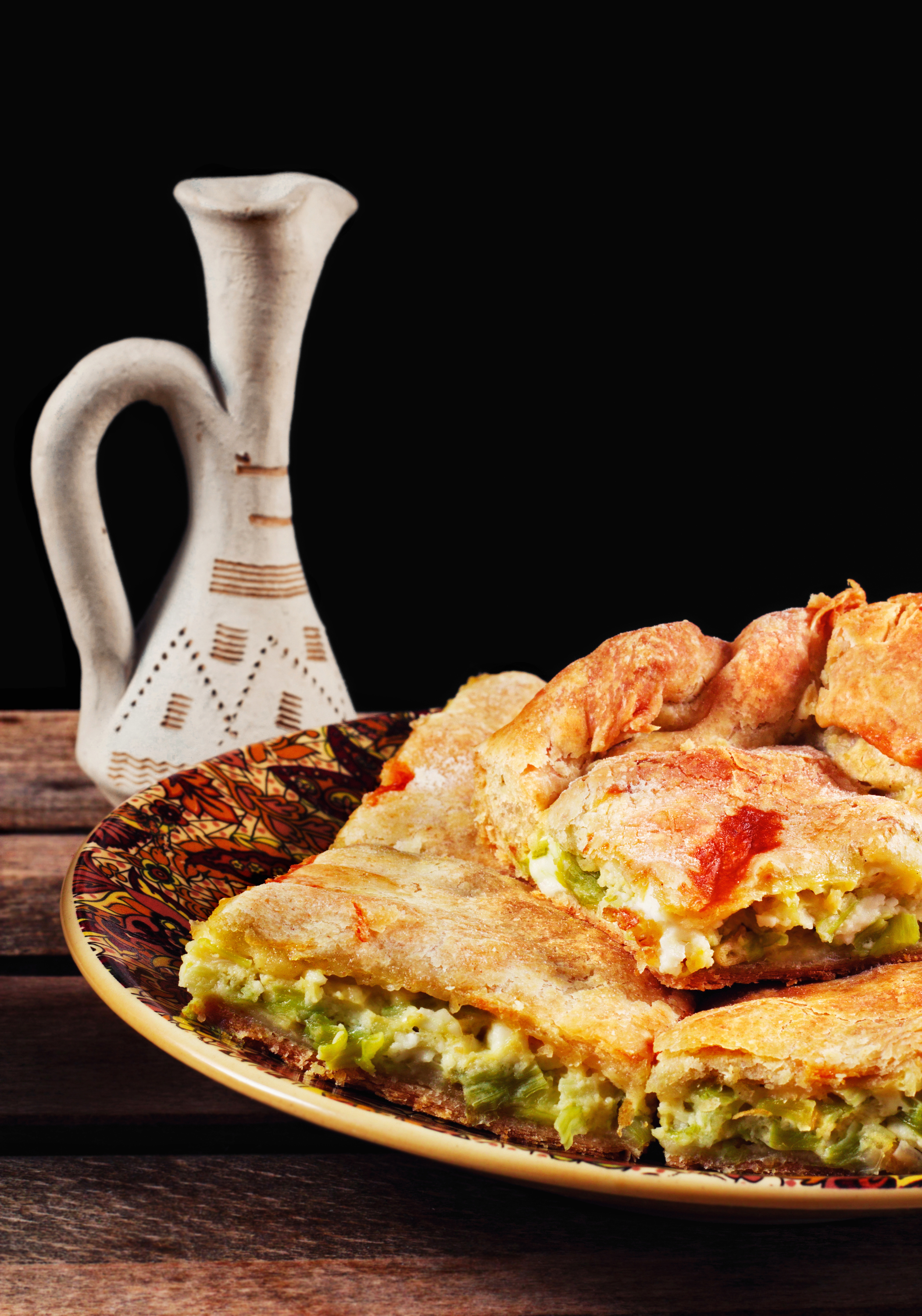
Зелник с луком-пореем